# Гевара, Амадо
Ама́до Гева́ра (исп. Amado Guevara; 2 мая 1976, Тегусигальпа) — гондурасский футболист, атакующий полузащитник. Выступал в сборной Гондураса.

## Биография

### Клубная карьера
Свою карьеру Гевара начал в клубах «Олимпия» и «Мотагуа», а в 1995 году он перешёл в испанский «Реал Вальядолид», но не сумев закрепится в основном составе, он через год вернулся в «Мотагуа». В 2000 году Гевара переехал в Мексику, где выступал за клубы «Торос Неса» и «Сакатепек», после чего он один сезон провёл в сильнейшем коста-риканском клубе «Саприсса», после которого вновь играл за «Мотагуа».
11 апреля 2003 года Гевара перешёл в клуб MLS «Метростарз», подписав многолетний контракт. По итогам сезона 2004 Гевара разделил звание лучшего бомбардира MLS с Пэтем Нунэном, забив 10 голов и отдав 10 голевых передач, был назван самым ценным игроком MLS и был включён в символическую сборную MLS. 22 ноября 2006 года Гевара был обменян в «Чивас США» на место назначенного игрока и пик третьего раунда Супердрафта MLS 2007. 9 апреля 2008 года Гевара был обменян в «Торонто» на пики Супердрафтов MLS 2009 и 2010.
После истечения срока контракта с «Торонто» в конце декабря 2009 года Гевара вернулся в «Мотагуа». В январе 2014 года Гевара перешёл в «Марафон». В июле 2014 года Гевара объявил о завершении карьеры.

### Карьера в сборной
В национальной сборной Амадо Гевара выступал с 1994 года, сыграв за это время в её составе в 133 матчах (рекорд Гондураса) и забив в них 29 мячей, в последние годы Гевара является капитаном сборной Гондураса. Гевара был включён в заявку Гондураса на чемпионат мира 2010. В 2001 году Амадо Гевара помог своей сборной занять третье место на Кубке Америки, куда команду пригласили в последний момент вместо отказавшейся выступать сборной Аргентины. Амадо стал лучшим бомбардиром своей команды, и был признан лучшим игроком турнира.

### Карьера тренера
В мае 2015 года Гевара вошёл в тренерский штаб сборной Гондураса в качестве ассистента главного тренера Хорхе Луиса Пинто.
Летом 2018 года Гевара был назначен главным тренером сборной Пуэрто-Рико. Проработал на должности менее года, в марте 2019 года был уволен из-за неудовлетворительных результатов.
9 августа 2023 года Гевара был назначен ассистентом главного тренера новообразованного клуба MLS Next Pro «Каролина Кор».

## Достижения
Клубные:
- Чемпион Гондураса (4): Ап. 1997, Кл. 1998, Ап. 1999, Кл. 2000
- Обладатель Клубного кубка UNCAF: 2007
- Победитель Первенства Канады: 2009

Личные
- Самый ценный игрок MLS: 2004
- Лучший бомбардир MLS: 2004 (совместно с Пэтем Нунэном)
- Член символической сборной MLS: 2004
- Самый ценный игрок Матча всех звёзд MLS: 2004
- Самый ценный игрок Кубка Америки: 2001